# Dropped Frames
Dropped Frames je vícealbový projekt amerického hiphopového hudebníka Mikea Shinody. Album se skládá ze tří částí. První část Dropped Frames, Vol. 1 vyšla 10. července 2020, další dvě části 31. července a 18. září téhož roku. Projekt byl sestaven interaktivně s fanoušky na Shinodově Twitch kanálu. Celé album distribuovala Kenji Kobayashi Productions, Shinodovy vlastní společnosti kapitálově spřízněné se společností Machine Shop. S výjimkou první skladby na desce jsou všechny ostatní převážně instrumentální.

## Vývoj
Když začala pandemie Covid-19, zpěvák Mike Shinoda začal být aktivní na platformě Twitch. Společně s fanoušky zde psal a nahrával novou hudbu a zároveň si povídal se svými příznivci.
Koncem června roku 2020 oznámil, že počátkem července plánuje vydat své druhé studiové album. Uvedl, že písně vznikly za pomocí fanoušků, kteří sledovali jeho kanál na Twitchi. Album je zcela instrumentální se zastoupením více žánrů.

## Přijetí kritiky
Kelsey Chapman z Alternative Press popisuje Dropped Frames, Vol. 1 jako abnormálně uvolněnou a radostnou desku, která vyšla v době poznamenané společenským napětím a strachem.

## Seznam skladeb
Všechny skladby napsal(i) Mike Shinoda. 
| Dropped Frames, Vol. 1 | Dropped Frames, Vol. 1               | Dropped Frames, Vol. 1 |
| Pořadí                 | Název                                | Délka                  |
| ---------------------- | ------------------------------------ | ---------------------- |
| 1.                     | "Open Door"                          | 3:06                   |
| 2.                     | "Super Galaxtica"                    | 2:29                   |
| 3.                     | "Duckbot"                            | 2:09                   |
| 4.                     | "Cupcake Cake"                       | 3:15                   |
| 5.                     | "El Rey Demonio"                     | 2:44                   |
| 6.                     | "Doodle Buzz"                        | 3:50                   |
| 7.                     | "Channeling, Pt. 1" (feat. Dan Mayo) | 3:52                   |
| 8.                     | "Osiris"                             | 3:18                   |
| 9.                     | "Babble Bobble"                      | 1:54                   |
| 10.                    | "Session McSessionface"              | 3:24                   |
| 11.                    | "Neon Crickets"                      | 3:25                   |
| 12.                    | "Booty Down"                         | 0:57                   |
| Celková délka:         | Celková délka:                       | 34:23                  |

| Dropped Frames, Vol. 2 | Dropped Frames, Vol. 2               | Dropped Frames, Vol. 2 |
| Pořadí                 | Název                                | Délka                  |
| ---------------------- | ------------------------------------ | ---------------------- |
| 1.                     | "Transitions"                        | 2:59                   |
| 2.                     | "Crystalina"                         | 3:30                   |
| 3.                     | "Julio's Revenge"                    | 1:49                   |
| 4.                     | "Isolation Bird" (feat. Money Mark)  | 3:03                   |
| 5.                     | "Side Scrolling"                     | 3:24                   |
| 6.                     | "Dungeon Crawler"                    | 1:33                   |
| 7.                     | "Dog Whistles"                       | 2:14                   |
| 8.                     | "Astral" (feat. Elise Trouw)         | 2:24                   |
| 9.                     | "Sunset Drive"                       | 2:39                   |
| 10.                    | "Channeling, Pt. 2" (feat. Dan Mayo) | 2:30                   |
| 11.                    | "King Paprika"                       | 2:22                   |
| 12.                    | "Party Meow"                         | 1:44                   |
| Celková délka:         | Celková délka:                       | 30:11                  |

| Dropped Frames, Vol. 3 | Dropped Frames, Vol. 3 | Dropped Frames, Vol. 3 |
| Pořadí                 | Název                  | Délka                  |
| ---------------------- | ---------------------- | ---------------------- |
| 1.                     | "Dream Fragment"       | 2:47                   |
| 2.                     | "Sound Collector"      | 2:58                   |
| 3.                     | "Dust Code"            | 3:53                   |
| 4.                     | "No Delete"            | 2:39                   |
| 5.                     | "Robot Yodel"          | 2:24                   |
| 6.                     | "Vibe Train"           | 2:19                   |
| 7.                     | "Mike's Gonna Mike"    | 2:01                   |
| 8.                     | "Shoreline"            | 3:04                   |
| 9.                     | "Goodbye Cow"          | 3:20                   |
| 10.                    | "Genesis Supernova"    | 1:09                   |
| 11.                    | "Sidechain Gang"       | 2:36                   |
| 12.                    | "Overcast"             | 2:16                   |
| 13.                    | "A Thousand Jams"      | 2:53                   |
| 14.                    | "Licence to Waltz"     | 2:27                   |
| Celková délka:         | Celková délka:         | 36:46                  |

## Obsazení
- Mike Shinoda – nástroje, inženýr, mastering, producent,[6] zpěv
- Ai Mori – zpěv
- Debbie Darroch – zpěv
- Jessy Boray – zpěv
- Joar Westerlund – zpěv
- Pershard Owens – zpěv
- Sage Douglas – zpěv
- Slava – zpěv
- Dan Mayo – bicí (7 z vol 1 a 10 z vol 2)